# Snowboard alla XXVI Universiade invernale
Le gare di snowboard della XXVI Universiade invernale si sono svolte dall'11 al 21 dicembre 2013 al Monte Bondone, in Italia. In programma otto eventi.

## Podi

### Uomini
| Evento            |                     |                     |                 |                 |               |               |
| Oro               | Punteggio           | Argento             | Punteggio       | Bronzo          | Punteggio     |               |
| Halfpipe          | Rubén Vergés        | 88,75               | Hu Yi           | 84,25           | Rafael Imhof  | 76,00         |
| Slopestyle        | Philippe Hänni      | 86,25               | Billy Wandling  | 84,75           | Rafael Imhof  | 81,25         |
| Gigante parallelo | Sebastian Kislinger | Sebastian Kislinger | Aaron March     | Aaron March     | Tim Mastnak   | Tim Mastnak   |
| Snowboard cross   | Hanno Douschan      | Hanno Douschan      | Nikolaj Oljunin | Nikolaj Oljunin | Léo Trespeuch | Léo Trespeuch |

### Donne
| Evento            | Oro             | Punteggio       | Argento           | Punteggio         | Bronzo          | Punteggio       |
| Halfpipe          | Li Shuang       | 91,00           | Sun Zhifeng       | 80,25             | Xu Xiujuan      | 76,75           |
| Slopestyle        | Natalie Good    | 81,25           | Carla Somaini     | 78,25             | Caroline Höckel | 74,75           |
| Gigante parallelo | Julia Dujmovits | Julia Dujmovits | Sabine Schöffmann | Sabine Schöffmann | Selina Jörg     | Selina Jörg     |
| Snowboard cross   | Eva Samková     | Eva Samková     | Kateřina Chourová | Kateřina Chourová | Zuzanna Smykała | Zuzanna Smykała |

## Medagliere
| Pos.   | Paese         | Oro | Argento | Bronzo | Totale |
| ------ | ------------- | --- | ------- | ------ | ------ |
| 1      | Austria       | 3   | 1       | 0      | 4      |
| 2      | Cina          | 1   | 2       | 1      | 4      |
| 3      | Svizzera      | 1   | 1       | 3      | 5      |
| 4      | Rep. Ceca     | 1   | 1       | 0      | 2      |
| 5      | Nuova Zelanda | 1   | 0       | 0      | 1      |
| 5      | Spagna        | 1   | 0       | 0      | 1      |
| 7      | Italia        | 0   | 1       | 0      | 1      |
| 7      | Russia        | 0   | 1       | 0      | 1      |
| 7      | Stati Uniti   | 0   | 1       | 0      | 1      |
| 10     | Germania      | 0   | 0       | 1      | 1      |
| 10     | Polonia       | 0   | 0       | 1      | 1      |
| 10     | Slovenia      | 0   | 0       | 1      | 1      |
| Totale | Totale        | 8   | 8       | 8      | 24     |